# Kasimir II. (Pommern)

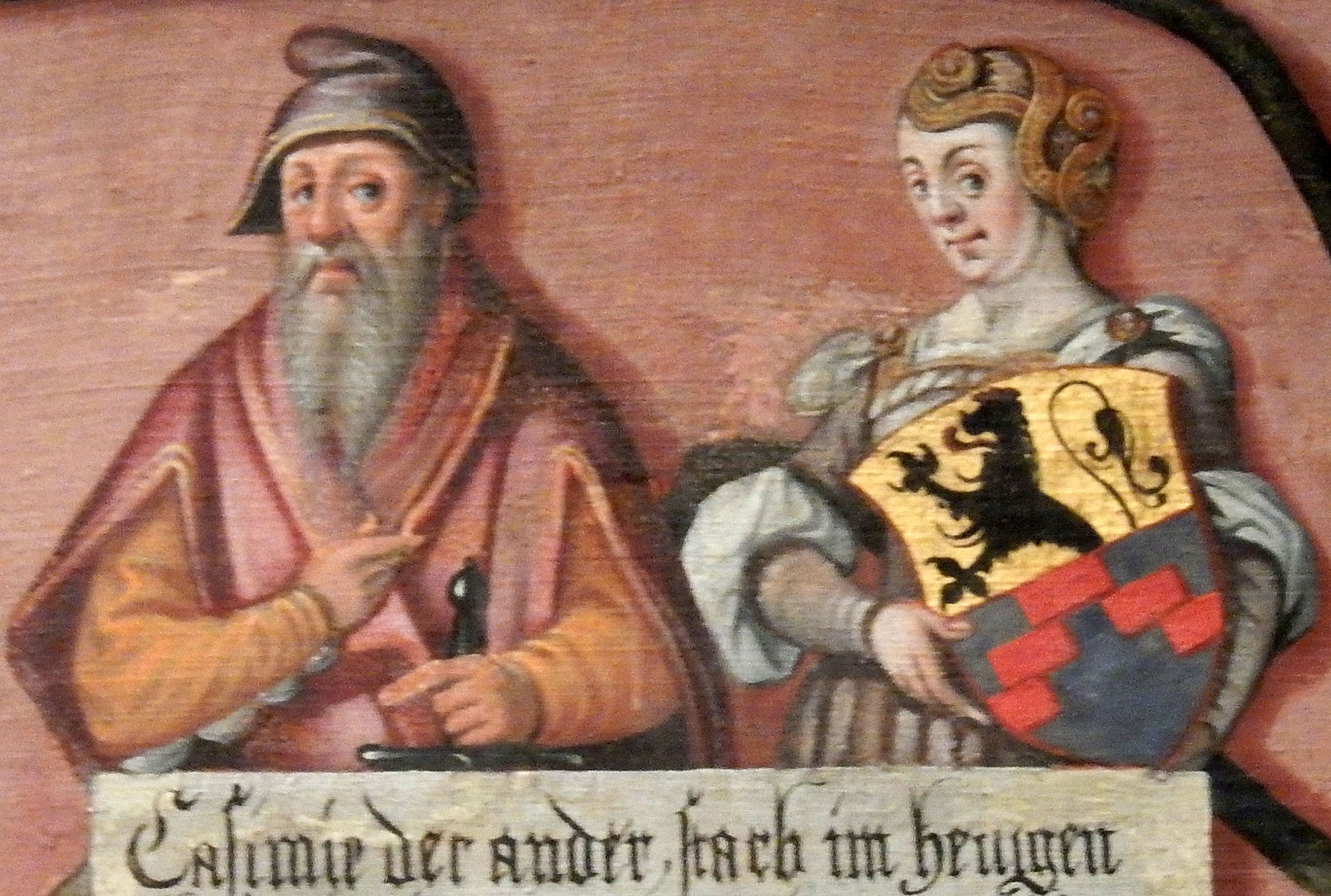
Kasimir II. mit seiner Gemahlin Ingardis, aus dem Stammbaum der Greifen von Cornelius Krommeny, 1598.

Kasimir II., auch Casimir II. (* um 1180; † 1219) war ein Sohn des pommerschen Herzogs Bogislaw I. und Anastasia, der Tochter des Herzogs Mieszko III. von Polen.

## Leben
Nach dem Tod seines Vaters 1187 erhielt er die Herrschaft Demmin, die bis 1181 sein Onkel Herzog Kasimir I. von Pommern-Demmin und danach wahrscheinlich sein älterer Bruder Wartislaw II. († 1184) geführt hatten. Da er noch minderjährig war, stand er bis 1194 unter der Vormundschaft seiner Mutter sowie bis 1189 der Regentschaft des Landvogts Wartislaw Swantiboricz von Stettin. Nachdem diese erfolglos versucht hatten, Pommern von der dänischen Lehnshoheit zu lösen, musste die Herzoginwitwe Anastasia mit ihren Söhnen, Kasimir II. und seinem älteren Bruder Bogislaw II., am Hofe Knuts VI. von Dänemark den Lehnseid leisten. Außerdem wurde durch den Dänenkönig der Fürst Jaromar I. von Rügen zum Vormund der minderjährigen Herzöge bestimmt, der seinen Herrschaftsbereich darauf bis zur mittleren Peene erweitern konnte. Grenzstreitigkeiten mit der Herzoginwitwe wurden nach Entscheid des dänischen Königs beigelegt, bei Pommern blieben nur die Landschaften Wolgast, Lassan und Ziethen.
Kasimir II. handelte, was die Außenpolitik betraf, überwiegend in Gemeinschaft mit seinem älteren Bruder. So während der Besetzung Pommerns durch Markgraf Otto II. 1198 und 1199 während des Krieges zwischen Dänemark und Brandenburg, als die Pommernherzöge ihr Herrschaftsgebiet wieder fast bis zum Ryck zurück erlangen konnten. Nach der Eroberung Pommerns 1202 durch Waldemar II. von Dänemark mussten Bogislaw II. und Kasimir II. endgültig die dänische Lehenshoheit 1216 anerkennen und ihm militärische Unterstützung gegen die Brandenburger leisten.
1216 erfolgte eine Grenzberichtigung zwischen Pommern und dem Fürstentum Rügen. 1218 bestätigten Kasimir II. und sein Bruder dem Kloster Eldena die Schenkung der Ländereien die 1199 bereits der Fürst Jaromar I. dem Kloster gestiftet hatte. Sie betonten dabei ausdrücklich, dass diese eigentlich ihnen gehört hatten.
Wahrscheinlich Ende 1219 verstarb Kasimir II. Dass er sich auf einer Fahrt nach Palästina befand, ist nicht belegt.

## Nachkommen
Aus der Ehe mit Ingardis († um 1236) von Dänemark (⚭ um 1210) gingen hervor:
1. Wartislaw III.
2. Elisabeth